# Dendrobiinae
Sous-tribu
Les Dendrobiinae sont une sous-tribu de plantes de la famille des Orchidaceae (les orchidées), de la sous-famille des Epidendroideae et de la tribu des Dendrobieae.
Le taxon compte 8 genres.

## Liste des genres
- Acrochaene
- Chaseella
- Dendrobium
- Genyorchis
- Monomeria
- Pedilochilus
- Sunipia
- Trias

## Publication originale
- Stephan Ladislaus Endlicher, Sweet's Hortus Britannicus, 3e ed., par George Don, F. L. S. Londres (Hort. Brit. [Sweet], ed. 3.), 1839, p. 638.